# Nocticola babindaensis
Nocticola babindaensis är en kackerlacksart som beskrevs av Roth, L. M. 1988. Nocticola babindaensis ingår i släktet Nocticola och familjen Nocticolidae. Inga underarter finns listade i Catalogue of Life.